# Arménien oriental
L’arménien oriental est une forme de la langue arménienne parlée en Arménie et en Artsakh en tant que langue officielle. Il est également parlé dans les communautés arméniennes de Russie et d'Iran.
L'arménien oriental est formé sur les dialectes de la plaine d'Ararat. De ce point de vue, son système phonétique est pratiquement identique à celui de l'arménien classique. Il forme avec l'arménien occidental les deux variantes de l'arménien moderne. Les raisons de cette division ont des racines historiques : invasions, guerres, partage du pays entre les occupants puissants, donc, affaiblissements des liens économiques, culturels, politiques et autres entre les régions, qui amenèrent à l'éloignement. De plus, la politique linguistique de l'URSS voulait à tout prix réformer les langues. Ainsi, l'arménien oriental a subi les deux réformes de 1922 (orthographe) et de 1940 (lexique).